# Вахруші (смт)
Ва́хруші (рос. Вахруши) — селище міського типу у складі Слободського району Кіровської області, Росія. Адміністративний центр Вахрушівського міського поселення.

## Населення
Населення становить 9715 осіб (2010, 10654 у 2002).

## Історія
Після битви в районі села Волково у 12 столітті місцеві удмурти були відтисненні вятичами до рубіжниці, місця, де зараз знаходиться селище. У 16 столітті згадується Малозахвалінський присілок, а 1854 року братами Вахрушевими тут був заснований шкіряний завод і біля нього утворено селище. Після революції завод перетворився у шкіряно-взуттєвий комбінат імені В. І. Леніна. 1938 року селище отримало статус міського поселення. У роки другої світової війни тут знаходився евакуаційний шпиталь № 3956.